# Scherzo (revista)
Scherzo es una revista española de música clásica. Fue fundada en diciembre de 1985 por Antonio Moral junto a otros periodistas y críticos musicales como Gerardo Queipo de Llano, Javier Alfaya, Arturo Reverter, Domingo del Campo, Manuel García Franco, Santiago Martín Bermúdez, Agustín Muñoz Jiménez y Enrique Pérez Adrian.
Antonio Moral,fue su director desde el primer número editado en enero de 1986 hasta marzo de 2001, cuando pasó a presidir la Fundación Scherzo. Tomás Martín de Vidales se hizo cargo de la dirección de la revista desde abril de 2001 hasta diciembre de 2003. Luis Suñen tomó las riendas de la revista desde 2003 hasta el verano de 2016. El actual director de la revista Scherzo es Juan Lucas.
Desde 1988 hasta 1997 la revista organizó el Festival Mozart de Madrid.
Desde 1986 la revista organiza los Ciclos de Grandes Intérpretes en el Auditorio Nacional de Música. Entre las figuras que han actuado en los conciertos organizados por Scherzo, se incluyen Sviatoslav Richter, Maurizio Pollini, Radu Lupu, Murray Perahia, Ivo Pogorelich, Maria João Pires, Krystian Zimerman, Alfred Brendel, Christian Zacharias, Heinrich Schiff, Lang Lang o Grigory Sokolov entre otras muchas.
En el año 2001 se crea la Fundación Scherzo que a partir de ese momento organiza los Ciclos de Grandes Intérpretes. Desde 2002 la Fundación Scherzo organiza el Ciclo de Jóvenes Intérpretes, compuesto por varios recitales de pianistas de no más de 30 años, que se desarrolla en la sala roja de los Teatros del Canal de Madrid. En el año 2004 la Fundación Scherzo creó una colección de libros con el nombre de "Musicalia" mediante un acuerdo con Antonio Machado Ediciones.
Scherzo tiene sus oficinas en Madrid, en la calle Cartagena, n.º 10.